# Hausham
Hausham est une commune de Bavière (Allemagne), située dans l'arrondissement de Miesbach, dans le district de Haute-Bavière.